# Wolfgang Clemens
Wolfgang „Gangerl“ Clemens (* 4. Dezember 1941 in Breslau) ist ein deutscher Weltumsegler und Buchautor, der mit seinen Segelyachten King of Bavaria (später: Bavaria) und Bavaria II seit 1988 die Weltmeere besegelt. Bis dato hat er mehr als 100.000 Seemeilen und rund 180.000 Kilometer durch 131 Länder zurückgelegt. Viele Inlandsreisen unternimmt er mit dem Rucksack, was ihm die Möglichkeit gibt, fremde Kulturen und indigene Völker kennen zu lernen. Clemens gilt aufgrund seiner langjährigen Segelreisen und Aufenthalte in abgelegenen Regionen als einer der bekanntesten deutschen Aussteiger.

## Leben

### Die frühen Jahre
Der gelernte Kunstschmied Wolfgang Clemens wurde als Sohn eines Diplomingenieurs für Raketenabschussbasen und einer Tanzlehrerin geboren, die ihn alleine aufzog, nachdem der Vater vor Stalingrad in russische Kriegsgefangenschaft geraten war. 1944 flohen Mutter und Sohn mitsamt den Großeltern mütterlicherseits unter widrigen Umständen aus Breslau gen Westen und kamen schließlich nach Mühlhausen bei Neustadt an der Donau im bayerischen Landkreis Kelheim. Nach kurzem Aufenthalt in einem Flüchtlingslager konnte auf einem Bauernhof Unterkunft gefunden werden. Die Großmutter starb wenig später völlig unterernährt an den Folgen der Flucht. Die Mutter heiratete um 1950 erneut. Gangerl half in der Folgezeit in der Gärtnerei des Stiefvaters sowie bei der Feldarbeit. Den 1952 freigelassenen Vater sah er nur ein einziges Mal wieder. Er besuchte die Volksschule in Mühlhausen und in Siegenburg und beendete seine schulische Laufbahn nach der 8. Klasse. Nach Stationen in der stiefväterlichen Gärtnerei sowie als Kaminkehrer begann er schließlich in München im Alter von 14 Jahren eine Lehre als Kunstschmied, die er nach drei Jahren erfolgreich abschloss. Anschließend arbeitete er bei der Auto Union GmbH, wo er kurzzeitig Handbremsen einschweißte. Weitere Arbeitsstationen waren die Firmen Glatt in Abensberg und Happle in Ulm als Mühlen- und Speicherbauer. Seit 1963 lebte er in Roding, wo er seine erste Frau kennenlernte und 1964 heiratete; in der Folgezeit wurden zwei Kinder geboren. Mit seinem Abschluss als Meister im Jahr 1967 konnte sich Clemens erfolgreich als Schlosser etablieren. Ab 1969 führte er seine eigene Schlosserei und Kunstschmiede in Mitterdorf, mit der er sich lukrative Aufträge sichern konnte. So steuerte er sämtliche Metallarbeiten für das Donaueinkaufszentrum in Regensburg ebenso bei wie er ein Edelstahltor und kleinere Kunstschmiedearbeiten für Joseph Kardinal Ratzinger, Erzbischof von München und Freising (später Papst Benedikt XVI.), fertigte.
1975 besorgte sich Gangerl während der Bootsmesse boot in Düsseldorf Pläne für den Bau einer Segelyacht, der späteren King of Bavaria. In den folgenden zwölfeinhalb Jahren erbaute er auf dem Hof seiner Firma eine 15 Meter lange und 18 Tonnen schwere Stahlsegelyacht. Nebenher hatte er noch Zeit und Muße, ein gut gehendes Wirtshaus mit Hotel zu betreiben und Hobbys nachzugehen, die seiner ausgeprägten Abenteuerlust entgegenkamen. Beim Drachenfliegen verunglückte er zweimal schwer, stürzte jeweils auf Lanzarote aus circa 20 Metern Höhe und im Altmühltal aus etwa 35 Metern Höhe ab. Ein Charterurlaub in Griechenland brachte ihm und drei Freunden 1981 eine 72-tägige Gefängnisstrafe unter unwürdigsten Bedingungen ein, da er bei einem Tauchgang unvorsichtigerweise antike Scherben aufgesammelt und unerlaubt an sich genommen hatte. Nur der Einsatz prominenter Politiker und ein großes Medienecho brachten sie wieder frei.

### Beginn der Weltumsegelung
1988 verkaufte Clemens seine Firma und sonstige Besitztümer und begab sich auf eine Reise, die im Grunde bis heute andauert. Damals noch gemeinsam mit Freundin und Hund fuhr er ab Regensburg donauabwärts und durchquerte den Balkan bis in das Schwarze Meer. Noch im selben Jahr segelten sie durch das Mittelmeer bis zu den Kanaren. Gangerl steuerte seine Segelyacht in 17 Tagen über den Atlantik in die Karibik, in der sich das Seglerpaar ein halbes Jahr aufhielt. Anschließend gelangten sie durch den Panamakanal in den Pazifik.

### Südsee
In der Südsee weilte Clemens insgesamt sechs Jahre, ein halbes Jahr davon verbrachte er inmitten der Bevölkerung von Nanumea, einem zu Tuvalu zählenden Atoll. Dort gewann er zum ersten Mal Eindrücke von einem indigenen und für Touristen nur schwer erreichbaren Stamm. Deren Lebensweise und soziales Miteinander befeuerten seine Neugier und so entstanden Pläne, zukünftig weitere indigene Stämme zu besuchen. Auf Fidschi trennten sich Clemens und dessen Freundin, seitdem segelt und reist er die meiste Zeit des Jahres allein.
Neben seinen Reisen in ferne Länder und Territorien hat Clemens ein großes Interesse an fremden Kulturen und Naturvölkern. Auf der zum Inselstaat Vanuatu zählenden Insel Pentecost besuchte er, nachdem er Tonga und Samoa berührt hatte, beispielsweise die Turmspringer von Bunlap, über die am 10. Dezember 2019 auch die Sendung „Planet Wissen“ im SWR-Fernsehen berichtete. Der unerlaubte Besuch des indigenen Stammes der Kwaio auf den Salomonen brachte Clemens als Konsequenz nach eigenen Angaben einen mehrtägigen Gefängnisaufenthalt ein.
1993 geriet der Einhandsegler auf seinem Weg über Australien zu den Aucklandinseln in den Zyklon „Polly“, der mit teils 20 Meter hohen Wellen fünf Tage andauerte. Dieser verursachte nicht nur große Schäden an seiner Segelyacht, sondern brachte auch ihn persönlich an seine physischen und mentalen Grenzen. Nachdem ihm drei Rippen gebrochen waren, hatte er, unter Deck fest angeschnallt, abzuwarten und musste sich in Richtung Neuseeland treiben lassen. Clemens berichtet, dass der Mast seines Schiffes mehrere Male unter Wasser gewesen sei.
Eine weitere Passion des Aussteigers sind ausgiebige Tauchgänge, mehr noch: Er bezeichnet das Wasser als sein Element und das Tauchen als seine Leidenschaft. Hierfür segelte er von Atoll zu Atoll und besuchte beispielsweise das Tauchparadies Chuuk, den größten Schiffsfriedhof der Erde. Die Anzahl seiner Tauchgänge schätzt er auf mittlerweile circa 6.000.

### Neuguinea und Südostasien
Auf dem Weg nach Papua-Neuguinea machte das Denguefieber Gangerl tagelang handlungsunfähig, jedoch konnte ihm in einer christlichen Missionsstation in der Stadt Madang geholfen werden. Aufgrund der mangelnden Infrastruktur reiste er mit Kanu auf dem Fluss Sepik, um zu den anwohnenden Stämmen zu gelangen. Er besuchte zudem die Volksgruppen Kombai und Korowai in Westpapua, die nach inoffiziellen Angaben als die letzten praktizierenden Kannibalen gelten, sowie die Dani, Lani und Yali, drei Urvölker, deren Männer noch heute nur mit Penisköchern bekleidet sind.
Es schloss sich ein zweijähriger Aufenthalt im Inselstaat der Philippinen an, der unter anderem auch zwei Kämpfe mit Piraten einschloss, die Gangerl Clemens auf seiner Yacht überfallen wollten und die dieses Unterfangen in der Sulusee mit dem Leben bezahlten, da Clemens sie im Abwehrkampf nach eigenen Angaben tötete. Hiernach wandte er sich nach Borneo und Indonesien, wo sein Schiff in West-Kalimantan erneut ausgeraubt wurde. Mithilfe der Passatwinde segelte Clemens durch die Sundastraße (ehemals Straße von Bantam) zum Chagos-Archipel, einem britischen Überseegebiet im Indischen Ozean, um schließlich die Seychellen zu erreichen. Dort verblieb er ein Jahr und arbeitete als Ersatzteillieferant für eine Forschungsstation auf dem Atoll Aldabra. Zu diesem Zweck erhielt er eine äußerst seltene Genehmigung für dieses streng geschützte Tierparadies.

### Afrika
1997 wandte sich Clemens dem Kontinent Afrika zu und verließ für sein nächstes Abenteuer vorübergehend die Segelyacht. Sein Plan war es, auf dem Landweg nach Deutschland zu gelangen und auf dieser Reise verschiedene Naturvölker zu besuchen, um mehr über deren Lebensweise zu erfahren. Deshalb reiste er innerhalb von zwei Jahren durch 29 Länder. Dabei kam Clemens erneut an seine körperlichen Grenzen: Er erkrankte fünfmal an der Malaria, davon einmal an der zumeist tödlich verlaufenden Malaria tropica. Nach eigenen Angaben kam es während seiner Reise durch Afrika mehrfach zu gefährlichen Situationen, darunter auch ein Zwischenfall an der Grenze zu Swasiland. Zudem beschreibt Clemens in seinen Publikationen, dass er mit Unterstützung des Schauspielers Karlheinz Böhm ein Arbeitsvisum für den Sudan erhielt. Laut seiner Darstellung wurde er auf seinem weiteren Weg inhaftiert, misshandelt und schließlich nach Ägypten abgeschoben.
Die nächste Zeit verbrachte Clemens auf seiner Yacht vor der ostafrikanischen Küste, wo er Chartertouren anbot und Segelreisen unter anderem nach Madagaskar und zu den Seychellen unternahm. Im Jahr 2005 heiratete er in Kenia seine zweite Frau, bis zur Scheidung vergingen jedoch nur fünf Jahre. Während der Ehe wurde Gangerls drittes Kind geboren. 2007 verlor er vor der Insel Marianne, die zu den Seychellen gehört, sein Schiff Bavaria, als es während eines Sturms an einem Riff kenterte. Zu seinem Glück entdeckte er auf Mahé eine gebrauchte Segelyacht und konnte sie erwerben. Er richtete sie zu seinen Bedürfnissen passend her und gab ihr den Namen Bavaria II.

### Asien
In den 2000er-Jahren bereiste Clemens den Himalaja mit Nepal, Tibet und Bhutan. Er war unter anderem in den Basiscamps des Mount Everest und des Nanga Parbat und bestieg einen der vielen namenlosen Sechstausender. Während seiner dreißigtägigen Annapurna-Umrundung, bei der er etwa 30.000 Höhenmeter zurücklegte, machte er die Höhenkrankheit durch und wurde von maoistischen Rebellen überfallen. Als er zur Seidenstraße kam, berührte er unter anderem Usbekistan, Kirgisistan und Pakistan.
Wieder auf seinem Schiff segelte Gangerl 2009 von Madagaskar über die Malediven und Sri Lanka nach Indien, wo er circa 9.000 Kilometer im Landesinneren reiste. Er besuchte mit Varanasi die spirituelle Hauptstadt des Landes, um dort unter anderem an einer zeremoniellen Totenverbrennung an den Ghats teilzunehmen. Auch besuchte er in Indien Bergvölker sowie zahlreiche Kulturstätten. Seine Reise fand ihren Abschluss beim Tempel des Dalai Lama in Dharamsala.
Später in Südostasien angekommen verweilte er zunächst an der Westküste Thailands. Von dort aus begann er weitere Reisen durch Nord-, Ost- und Südostasien, unter anderem durch Myanmar, Kambodscha, Laos, Vietnam und großen Teilen Chinas. In der Mongolei lebte er einige Zeit unter Nomaden und durchquerte mithilfe von Pferd und Kamel die Wüste Gobi und weitere Bergregionen, bevor er mit dem Sibirien-Express über Moskau nach Bayern zurückkehrte.
Thailand blieb lange seine Wahlheimat, doch bereiste er immer wieder und erneut auch Borneo, Malaysia und Indonesien, wo er in mehreren Trips die Dschungel durchstreifte und die eingeborenen Völker mit ihren teils erschreckend anmutenden Hinrichtungsstätten kennenlernen durfte.
Die Corona-Pandemie, die von 2020 bis 2022 akut war, hat auch Wolfgang Clemens temporär ausgebremst. Nicht nur erkrankte er selbst, sondern saß auch längere Zeit wegen strenger Reisebeschränkungen auf seiner Segelyacht in Malaysia fest. Die vier Monate der Quarantäne auf dem Schiff empfand Clemens als wunderschöne Zeit, da Touristen ausblieben und die Inseln von ihnen nicht heimgesucht wurden. Segeln wäre zu dieser Zeit zwar möglich, aber nicht ratsam gewesen, denn woanders hätte nicht einklariert werden dürfen und so die Gefahr bestand, auf dem offenen Meer zu verhungern. Nach geglückter Ausreise war eine Wiedereinreise, um zu seinem Schiff zurückzukehren, beinahe zwei Jahre nicht möglich.
Wolfgang Clemens plant trotz seines hohen Alters auch weiterhin Reisen und Aktivitäten.

## Mediale Rezeption
Seine Erfahrungen und Erlebnisse teilt Wolfgang Clemens in Vorträgen und in bisher drei Bänden seiner Buchreihe „Der Paradiesjäger“, die er unter dem Pseudonym „Gangerl Clemens“ veröffentlicht (siehe Publikationen). Nach Herausgabe des ersten Bandes „Für immer ausgestiegen“ stieg auch das Medieninteresse an seiner Person. Neben etlichen Beiträgen in Zeitungen und Magazinen war er unter anderem Gast in den Fernsehsendungen „SWR Nachtcafé“, „Wir in Bayern“, „Der Schmidt Max auf der Suche“ sowie in verschiedenen YouTube-Formaten, zum Beispiel mit der bayerischen Kabarettistin Monika Gruber (siehe Weblinks).
Im Jahr 2024 fanden in Indonesien die Dreharbeiten zu dem Dokumentarfilm Ausgsting. statt, in dem das Leben und die Reisen von Wolfgang „Gangerl“ Clemens dokumentiert werden. Involviert sind der Majestic Sunseitn und Warner Bros. Die Produktion entstand unter der Regie von Julian Wittmann, produziert wurde der Film von seinem Bruder Thomas Wittmann. Nach Angaben von Yacht.de begleiteten die Filmaufnahmen Clemens über einen Zeitraum von drei Monaten auf seiner Segelyacht im indonesischen Archipel.
Bereits im Januar 2024 berichtete die Mittelbayerische Zeitung, dass Clemens Gastgeber von zwei Filmteams war.
Die Weltpremiere von Ausgsting. findet im Juli 2025 im Rahmen des 42. Filmfests München statt. Der Film gibt Einblicke in Clemens’ jahrzehntelanges Leben als Langzeitreisender und Aussteiger, dokumentiert Begegnungen mit indigenen Völkern und schildert Erlebnisse auf See. Der Kinostart in Deutschland ist für den 28. August 2025 angekündigt.

## Publikationen
- Ein Bayer in Bunlap. In: Martina Kleinert, Thorolf Lipp (Hrsg.): Auf Augenhöhe? Von Begegnungen mit der Südsee und angewandter Ethnologie, Dietrich Reimer Verlag, Berlin 2015 (als Wolfgang Clemens)
- Der Paradiesjäger (Band 1): Für immer ausgestiegen, styx media, Roding 2019
- Der Paradiesjäger (Band 2): Wilde Südsee, styx media, Roding 2020
- Der Paradiesjäger (Band 3): Der Wüste lebt, styx media, Roding 2022